# Hermann Skolaster
Hermann Skolaster SAC (Pseudonym: Onkel Hermann; * 3. August 1877 in Seeburg, Ostpreußen; † 4. August 1968 in Limburg an der Lahn) war ein deutscher Ordensgeistlicher und Schriftsteller.

## Leben
Hermann Skolaster entstammte einer katholischen Familie. Er besuchte das Gymnasium im ostpreußischen Braunsberg bis zur Untertertia, danach die Schule der Steyler Missionare im niederländischen Steyl und ab 1897 die Schule der Pallottiner in Limburg an der Lahn. 1898 trat er in den Pallotinerorden ein; 1904 erfolgte nach den ordensüblichen Studien der Philosophie und katholischen Theologie die Priesterweihe. Skolaster lehrte zwei Jahre lang in der Pallottiner-Hochschule in Vallendar. 1906 wurde er von seinem Orden als Missionar in die deutsche Kolonie Kamerun entsandt. In Kamerun wirkte er an den Orten Kribi und Edéa und gründete die Missionsstation Andreasberg, an der sich die Pallottiner insbesondere der Schulbildung afrikanischer Kinder und Jugendlicher widmeten. Im Ersten Weltkrieg wirkte Skolaster als Feldgeistlicher bei der Deutschen Schutztruppe; nach deren Niederlage im Kampf gegen die Engländer kehrte er 1916 in das Ordenshaus in Limburg zurück. Von 1917 bis 1919 war er nochmals Militärseelsorger, diesmal beim Deutschen Heer in Russland.
Nach dem Ende des Ersten Weltkriegs wirkte Hermann Skolaster anfangs in Deutschland, in der Volksmission. 1920 wurde er nach Ostpreußen entsandt, wo er die Missionsstation Rössel gründete, die er bis 1923 betreute. Danach war er in Limburg erneut als Seelsorger und  Exerzitienleiter tätig. Von 1926 bis 1939 lehrte er als Professor für Homiletik an der Hochschule der Pallottiner in Limburg. Im Zweiten Weltkrieg kehrte Skolaster nochmals nach Ostpreußen zurück, wo er in Rössel den Einmarsch der Roten Armee erlebte. Ab 1946 lebte er wieder in Limburg.
Hermann Skolaster war neben seiner Tätigkeit als Priester auch
publizistisch aktiv. Er veröffentlichte theologische Fachwerke, redigierte von 1935 bis 1939 die Missionszeitschrift Stern der Heiden und schrieb unter dem Namen "Onkel Hermann" Beiträge für die Kinderbeilage Der kleine Missionar dieser Zeitschrift. Außerdem verfasste Skolaster Romane und Erzählungen unterhaltenden Charakters. Besonders erfolgreich war sein Roman Schwester Beata, der eine Gesamtauflage von über 200.000 Exemplaren erreichte und in mehrere Sprachen übersetzt wurde, sowie die seit 1939 erschienene Reihe von Kriminalromanen um den Mönchsdetektiv Bruder Justus.

## Werke
- Kulturbilder aus Kamerun, Limburg a.d.L. 1910
- Krieg im Busch, Limburg 1918
- Im deutschen Urwald, Limburg/Lahn 1922
- Missionshaus Königin der Apostel, Limburg a.d. Lahn, Limburg a.d. Lahn 1923
- Bischof Heinrich Vieter, erster Apostolischer Vikar von Kamerun, Limburg/Lahn 1925
- Im Banne der Ngil, Freiburg 1925
- Die Pallottiner in Kamerun, Limburg/Lahn 1925
- Onkel Bleises Reiseweise, Limburg 1926 (unter dem Namen Onkel Hermann)
- Die rote Lampe und andere wahre Geschichten, Limburg/Lahn 1927
- Die großen Exerzitien, Limburg/Lahn 1929
- Onkel Bleises neue Reise, Limburg-Lahn 1930 (unter dem Namen Onkel Hermann)
- Tröstet mein Volk, Limburg 1931
- Bleises neuste Reiseweise, Limburg 1932 (unter dem Namen Onkel Hermann)
- Sacerdos Domini, Freiburg 1933
- Bleises leise Reiseweise, Limburg 1935 (unter dem Namen Onkel Hermann)
- Die Dame mit den Juwelen, Breslau 1935
- Das Geheimnis der Anna Wengi und andere Erzählungen aus dem Missionsleben, Limburg 1935
- P.S.M. in Limburg a.d. Lahn, Limburg a.d. Lahn 1935
- Der verhängnisvolle Knopf und andere Humoresken, Limburg 1935
- Willst du vollkommen sein ..., Limburg 1937
- Schwester Beata, Limburg 1938
- Der Detektiv im Kloster, Limburg/Lahn 1939
- Auf Geheimbefehl, Limburg 1940
- Rätsel um den Gerichtsrat, Limburg a.d. Lahn 1949
- Revolution in Rom, historische Erzählung aus der Zeit Vinzenz Pallottis, Limburg/Lahn 1949
- Sango Matip, Limburg a.d. Lahn 1949
- Esther Watersons Fluch, Limburg 1950
- Feind aus Irrtum, Limburg/Lahn 1950
- Der Fall Weichert, Limburg 1951
- Mord um Mitternacht, Limburg/Lahn 1951
- Bruder Justus macht Ferien, Limburg 1952
- Frau Lucy sucht ihren Mann, Limburg 1952
- Der bucklige Detektiv, Limburg 1953
- Kriminalrat h.c., Limburg 1954
- Nacht über Barcelona, Limburg 1954